# Чіапа жовтошия
Чіа́па жовтошия (Melozone leucotis) — вид горобцеподібних птахів родини Passerellidae. Мешкає в Центральній Америці.

## Опис
Довжина птаха становить 17,5 см, вага 43 г. У дорослих птахів верхня частина тіла оливково-коричнева, голова переважно чорна, навколо очей білі кільця, перед очима білі плями. Потилиця зеленувата, бічні сторони шиї яскраво-жовті. Горло і груди чорні, на грудях рудувато-сірий "комірець". Нижня частина тіла переважно біла, боки сірі. Дзьоб короткий, темно-сірий. У молодих птахів нижня частина тіла жовтувата, а візерунок на голові тьмяний, слабо виражений.
Представники підвиду M. l. nigrior мають ширшу і темнішу смугу на грудях, ніж представники номінативного підвиду. Представники підвиду M. l. occipitalis мають сіру смугу на голові, виражені жовті "брови" і маленький, слабо виражений "комірець".

## Підвиди
Виділяють три підвиди:
- M. l. occipitalis (Salvin, 1878) — південна Мексика, Гватемала, Сальвадор;
- M. l. nigrior Miller, W & Griscom, 1925 — Нікарагуа;
- M. l. leucotis Cabanis, 1861 — Коста-Рика.

## Поширення і екологія
Жовтошиї чіапи поширені на заході Центральної Америки, від мексиканського штату Чіапас до Коста-Рики. Вони живуть в рівнинних і гірських вологих тропічних лісах та на плантаціях. Зустрічаються на висоті від 500 до 2000 м над рівнем моря.

## Поведінка
Жовтошиї чіапи живляться насінням, ягодами, комахами і павуками, яких ловлять на землі. Гніздо кулеподібне, сплетене з гілочок і стебел, підвішене на висоті до 75 см на землею і сховане серед рослинності. В кладці 2 білих яйця, поцяткованих коричневими плямками. Інкубаційний період триває 12-14 днів. Самці допомагають у догляді за пташенятами.